# Кантакузен, Владимир Георгиевич
Князь Влади́мир Гео́ргиевич Кантаку́зен (7 (19) июля 1872 — 16 июля 1937) — русский генерал-майор, герой Первой мировой войны.

## Биография
Происходил из дворянского рода Кантакузенов Бессарабской губернии: сын Георгия Григорьевича Кантакузена.
Окончил 4-й Московский кадетский корпус (1892) и Михайловское артиллерийское училище (1895), был выпущен подпоручиком в 15-ю конно-артиллерийскую батарею.
Чины: поручик (1897), штабс-капитан (1901), подъесаул (1902), есаул (1905), капитан (1905), подполковник (1909), полковник (1915), генерал-майор (1917).
Был переведен в 3-ю Забайкальскую казачью батарею. В её составе участвовал в русско-японской войне, также воевал в составе 1-го пограничного Заамурского конного полка, 4-й батареи 1-й Восточно-Сибирской стрелковой артиллерийской бригады.
После войны был возвращен в 15-ю конно-артиллерийскую батарею. Командовал 2-й запасной пешей батареей (1908—1909), 19-й конно-артиллерийской батареей (с 1909). В 1913 году окончил Офицерскую артиллерийскую школу.
В Первую мировую войну командовал 9-м конно-артиллерийским дивизионом, исполнял должность инспектора артиллерии 2-го кавалерийского корпуса (1914—1917). Был награждён орденом Святого Георгия 4-й степени
За то, что в бою 11-го авг. 1914 г. у дер. Лапы-Польские, оставшись без прикрытия, с отменным мужеством, отразил картечью атаку трех эскадронов венгерских гусар и прибывших вслед за ними велосипедистов, внезапно атаковавших левый фланг и тыл батареи, и тем спас свои орудия от захвата противником.
и Георгиевским оружием
За то, что блестяще действовал во главе батареи, которая единственная переправилась на левый берег Сана и на участке 42-й пехотной дивизии своим огнём с 1200 шагов все время успешно содействовала пехоте.
В 1917 году командовал 9-м гусарским Киевским полком (март—май) и лейб-гвардии Гусарским полком (с 8 мая по октябрь), был ранен.
Участвовал в Белом движении в Сибири. Командовал 2-й Уфимской кавалерийской дивизией (сентябрь 1919 — март 1920). Участвовал в Великом Сибирском Ледяном походе.
После окончания Гражданской войны эмигрировал во Францию. В 1921 году участвовал в Рейхенгалльском монархическом съезде. Состоял членом объединения Конной артиллерии. Затем переехал в Румынию, умер в Бессарабии.

## Награды
- Орден Святого Станислава 3-й ст. с мечами и бантом (1904);
- Орден Святой Анны 3-й ст. с мечами и бантом (1904);
- Орден Святого Станислава 2-й ст. с мечами (1907);
- Орден Святого Георгия 4-й ст. (ВП 03.02.1915);
- Георгиевское оружие (ВП 09.03.1915).

## Источник
- Кантакузен, Владимир Георгиевич. // Проект «Русская армия в Великой войне».